# Пангея Ультима

Предполагаемое расположение континентов Пангеи Ультимы.

Пангея Ультима (лат. Pangaea Ultima — «Последняя Пангея», а также Пангея Проксима, Неопангея, Пангея II) — гипотетический суперконтинент, в который, по некоторым прогнозам, сольются все нынешние материки через 200—300 миллионов лет.
Авторство термина «Pangaea Ultima» и теории её появления принадлежат американскому геологу Кристоферу Скотезе, занимавшемуся изучением истории литосферных плит.
С этой теорией пересекается теория об Амазии, будущем континенте из Евразии и Северной Америки, который станет ядром будущего суперконтинента.
В некоторых российских публикациях этот континент назван в переводе «Последняя Пангея».

## Теория
Теория возникновения будущего суперконтинента базируется на нескольких научных достижениях:
- Изучение истории перемещения плит показало, что с периодом 500—600 миллионов лет блоки континентальной коры собираются в единый суперконтинент.
- Разными независимыми методами определено направление движения современных континентов. Экстраполируя эти данные, можно рассчитать, когда континенты столкнутся друг с другом.

## Образование континентов
Через 250 миллионов лет Североамериканский континент повернётся против часовой стрелки и Аляска окажется в субтропическом поясе. Евразия продолжит вращение по часовой стрелке, и Британские острова окажутся в районе Северного Полюса, в то время как Сибирь будет в субтропиках. Средиземное море сомкнётся, и на его месте образуются горы, сравнимые по высоте с Гималаями. Пангея Ультима будет на 90 процентов покрыта пустынями. На северо-западе и юго-востоке континента будут находиться гигантские горные цепи.

## Вымирание
Глобализация с экологической точки зрения аналогична объединению материков, то есть убирает географические барьеры, что становится причиной существенного снижения биоразнообразия. Перемещение животных и растений при содействии человека приводит к борьбе между видами, оказавшимися в одной экологической нише. Местные виды, не имеющие преимуществ перед инвазивными, вымирают. Нарушаются экологические цепочки, снижается мировое биоразнообразие, происходит вымирание животных. Ожидаемое будущее вымирание животных от образования суперконтинента Пангея Ультима через 200—300 миллионов лет в силу глобализации, распространения инвазивных видов и происходящего голоценового вымирания будет уже менее существенным.

## Другие теории
- Амазия
- Новопангея